# Okręg Haguenau
Okręg Haguenau (fr. Arrondissement de Haguenau) – okręg we wschodniej Francji istniejący w latach 1918–2014. Populacja wynosiła 120 tysięcy. 1 stycznia 2015 roku okręg Haguenau został zlikwidowany i włączony do nowego, większego okręgu Haguenau-Wissembourg.

## Podział administracyjny
W skład okręgu wchodziły następujące kantony:
- Bischwiller,
- Haguenau,
- Niederbronn-les-Bains.